# 2012-es magyar labdarúgó-ligakupa-döntő
A 2012-es magyar labdarúgó-ligakupa-döntő a sorozat 5. döntője volt. A finálét a Kecskeméti TE és a Videoton csapatai játszották. A találkozóra Kecskeméten, a Széktói Stadionban került sor, április 18-án. A székesfehérvári csapat története során harmadszorra hódította el a trófeát.

## A döntő helyszíne
A Magyar Labdarúgó-szövetség az elődöntő párharcai kialakulásának után sorsolással döntötte el, hogy melyik párharc győztese élvezheti a hazai pálya előnyét a döntőben. Végül a Kecskeméti TE–Debreceni VSC párharc lett a kedvezményezett. Mivel a KTE 5–1-s összesítéssel búcsúztatta a DVSC-t eldőlt az is, hogy Kecskemét adhat otthont a ligakupa döntőjének. A városban másodszorra rendezték meg a döntőt, 2010-ben a Debrecen–Paks finálét is a Széktói Stadionban játszották le.

## Út a döntőig
A döntőbe a Kecskeméti TE és a Videoton jutott be. Mindkét csapat csoportja győzteseként kvalifikálta magát az egyenes kieséses szakaszba. Ott a kecskemétiek előbb az MTK Budapest, majd a Debreceni VSC ellen jutott tovább a döntőbe. A Videotonnak a Diósgyőrön, és a Lombard Pápán keresztül vezetett az út a ligakupa fináléjáig.
A KTE történetében még sohasem jutott el a sorozat döntőjéig, így sikerükkel először nyerhették volna meg a második számú magyar kupakiírást.
Az eredmények az adott csapat szempontjából szerepelnek.
|  | Bővebben: D csoport |

|  | Bővebben: C csoport |

| Csapat        | M | Gy | D | V | G+ | G– | Gk  | P  |
| ------------- | - | -- | - | - | -- | -- | --- | -- |
| Kecskeméti TE | 6 | 4  | 1 | 1 | 13 | 10 | +3  | 13 |
| Paksi FC      | 6 | 3  | 1 | 2 | 24 | 11 | +13 | 10 |
| Újpest        | 6 | 3  | 1 | 2 | 17 | 15 | +2  | 10 |
| Szolnoki MÁV  | 6 | 0  | 1 | 5 | 3  | 21 | –18 | 1  |

| Csapat          | M | Gy | D | V | G+ | G– | Gk | P  |
| --------------- | - | -- | - | - | -- | -- | -- | -- |
| Videoton        | 6 | 3  | 2 | 1 | 11 | 7  | +4 | 11 |
| MTK Budapest    | 6 | 3  | 2 | 1 | 6  | 5  | +1 | 11 |
| Budapest Honvéd | 6 | 2  | 1 | 3 | 8  | 8  | 0  | 7  |
| Gyirmót         | 6 | 1  | 1 | 4 | 9  | 14 | –5 | 4  |

## A mérkőzés
| 2012. április 18. 17:30 |

| Kecskeméti TE                        | 0–3               | Videoton                                            |
| ------------------------------------ | ----------------- | --------------------------------------------------- |
| Čukić 42' Alempijević 48' Tököli 57' | (0–1) Jegyzőkönyv | Sándor 38' Gyurcsó 65' Nikolics 90+1' Torghelle 70' |

| Széktói Stadion, Kecskemét Nézőszám: 5 000 Játékvezető: Bognár Tamás (magyar) |

| Kecskeméti TE | Videoton |

| KECSKEMÉTI TE:    |    |                        |         |
|                   |    |                        |         |
| K                 | 99 | Antal Botond           |         |
| JV                | 2  | Koszó Balázs           |         |
| V                 | 6  | Balogh Béla            |         |
| V                 | 4  | Varga Róbert           |         |
| BV                | 22 | Mohl Dávid             |         |
| JSZ               | 7  | Aleksandar Alempijević | 48' 66' |
| KKP               | 14 | Vladan Čukić           | 42' 77' |
| KKP               | 10 | Vladan Savić           |         |
| BSZ               | 77 | Pekár László           | 62'     |
| CS                | 18 | Francis Litsingi       |         |
| CS                | 55 | Tököli Attila          | 57'     |
| Cserék:           |    |                        |         |
| K                 | 33 | Németh Gábor           |         |
| V                 | 13 | Póti Krisztián         |         |
| V                 | 23 | Forró Gyula            |         |
| KP                | 8  | Patvaros Zsolt         |         |
| CS                | 9  | Balog Szabolcs Marcell | 77'     |
| CS                | 19 | Hegedűs Ádám           | 62'     |
| CS                | 26 | Bertus Lajos           | 66'     |
| Szakmai igazgató: |    |                        |         |
| Török László      |    |                        |         |

| VIDEOTON:   |    |                            |           |
|             |    |                            |           |
| K           | 12 | Tomáš Tujvel               |           |
| JV          | 30 | Szolnoki Roland            |           |
| V           | 3  | Paulo Vinícius             |           |
| V           | 4  | Marco Caneira              |           |
| BV          | 24 | Héctor Sánchez             |           |
| VKP         | 26 | Tóth Balázs                |           |
| VKP         | 14 | Nikola Mitrović            | 86'       |
| JSZ         | 11 | Sándor György              | 38' 90+1' |
| KTK         | 16 | Filipe Oliveira            | 78'       |
| BSZ         | 29 | Walter Fernández           | 62'       |
| CS          | 28 | Torghelle Sándor           | 70' 82'   |
| Cserék:     |    |                            |           |
| K           | 27 | Mladen Božović             |           |
| V           | 5  | Vaszíliosz Aposztolópulosz |           |
| V           | 23 | Vaskó Tamás                | 86'       |
| KP          | 70 | Kovács István              | 90+1'     |
| CS          | 9  | Evandro Brandão            | 82'       |
| CS          | 17 | Nikolics Nemanja           | 78' 90+1' |
| CS          | 77 | Gyurcsó Ádám               | 62' 65'   |
| Vezetőedző: |    |                            |           |
| Paulo Sousa |    |                            |           |

| Asszisztensek: ifj. Tóth Vencel Albert István Tartalék játékvezető:: Szilasi Szabolcs |

## Lásd még
- 2011–2012 a magyar labdarúgásban

## Külső hivatkozások
- A Magyar Labdarúgó-szövetség hivatalos honlapja (magyarul)
- A mérkőzés adatlapja a magyarfutball.hu-n (magyarul)
- A mérkőzés beszámolója a nemzetisport.hu-n (magyarul)